# Justo Ruiz
Justo Ruiz González (* 31. August 1969 in Vitoria-Gasteiz, Spanien), oder kurz Justo Ruiz, ist ein ehemaliger spanisch-andorranischer Fußballspieler auf der Position des Zentralen Mittelfelds. Er war zuletzt für die Rànger’s in Andorra la Vella und die Andorranische Fußballnationalmannschaft aktiv.

## Karriere

### Verein
Ruiz, der auch die spanische Staatsbürgerschaft besitzt, begann seine Fußballkarriere in der Jugend des Athletic Bilbao. Hier gab er in der Saison 1987/88 sein Profidebüt in der Segunda División und stieg mit den Verein am Ende der Spielzeit in die damals drittklassige Segunda División B ab. Ein Jahr später gelang ihn mit der Mannschaft der direkte Wiederaufstieg. Im Juli 1992 wechselte er zum Ligakonkurrenten SD Eibar, wo er jedoch nur wenig zum Einsatz kam. Es folgten kurze Stationen bei den spanischen Vereinen Gimnàstic de Tarragona und den Amurrio Club, mit dem er am Ende der Saison 1993/94 erstmals baskischer Meister wurde. Im Juli 1994 wechselte er zum Verein FC Andorra in die drittklassig Segunda División B, wo er in seiner Debütsaison mit 35 Einsätzen Stammspieler war. Nach drei Jahren in Andorra, in denen er keine Erfolge erzielen konnte, wechselte er zum spanischen Ligakonkurrenten UE Figueres. Hier hatte er einen Stammplatz und absolvierte 30 Ligaspiele für den Verein, mit den er sich am Ende der Saison auf den 7. Platz abschloss. Nach einer kurzen Station beim Zweitligisten União Madeira in Portugal, kehrte er im Juli 1999 zum FC Andorra zurück. Hier spielte er zusammen mit Óscar Sonejee, Juli Sánchez und Torwart Koldo Álvarez und einen Großteil der Spieler der Andorranischen Fußballnationalmannschaft. Ruiz war Stammspieler und stieg mit der Mannschaft 2001 in die damals viertklassige Tercera División auf. Nach über 100 Ligaspielen und einigen Auf- und Abstiegen wechselte er nach 5 Jahren zu den Rànger’s in die Primera Divisió. Hier verbrachte er die erfolgreichste Zeit seiner Karriere. In seiner Debütsaison 2004/05 noch Vizemeister, gewann er mit der Mannschaft ein Jahr später das Double aus Meisterschaft und Supercup. Er stand zudem im Endspiel des Copa Constitució, welches jedoch mit 5:3 nach Elfmeterschießen gegen FC Santa Coloma verloren ging. Der Meistertitel konnte mit der Mannschaft ein Jahr später verteidigt werden. Er war Teil der erfolgreichsten Mannschaft in der Geschichte des Vereins, denn bis heute konnte dieser nicht mehr an die Erfolge aus jener Zeit anknüpfen. Ruiz beendete im Juli 2008 nach 64 Spielen für den Verein, in denen ihn beachtliche 36 Tore gelangen, seine Karriere.

### Nationalmannschaft
Ruiz durchlief zunächst die Jugendabteilungen des Spanischen Verbandes entschied sich aber, während seiner Zeit für den FC Andorra, für einen Wechsel und gab sein Debüt für die Andorranische Fußballnationalmannschaft am 3. Juni 1998, im Freundschaftsspiel gegen Brasilien. Im Freundschaftsspiel gegen Aserbaidschan, am 24. Juni 1998, war er Teil der Mannschaft die das erste Unentschieden für Andorra erringen konnte. Er nahm an Qualifikationsspielen zur Fußball-Weltmeisterschaft (2002, 2006) und der Europameisterschaft (2000, 2004, 2008) teil, konnte jedoch keine nennenswerten Erfolge erzielen. Im Qualifikationsspiel gegen 
Mazedonien am 13. Oktober 2004, war er Teil der Mannschaft die den ersten Sieg und Punktgewinn für Andorra in einen Pflichtspiel erringen konnte. Seinen letzten Einsatz im Trikot der Nationalelf absolvierte er am 28. März 2022 im Freundschaftsspiel gegen die Mannschaft des Inselstaates Lettland. Mit 65 Länderspielen steht er auf Platz 15. der Liste der ewigen Länderspieleinsätze für die andorranischen Fußballnationalmannschaft.

### Trainer
Nach seiner aktiven Vereinskarriere arbeitete Ruiz zunächst als Trainer der U-21 Auswahl von Andorra. Er betreute die Mannschaft in 15 Länderspielen, von denen er jedoch keins gewinnen konnte. Lediglich ein 1:1-Unentschieden gegen die Färöer gelang unter seiner Leitung. Ab dem Jahr 2012 war er gleichzeitig Trainer seines langjährigen Vereins FC Andorra und der U-19 Jugend von Andorra. Von 2017 bis 2019 war er zum zweiten Mal Trainer der U-21 Auswahl von Andorra. Er betreute die Mannschaft in 11 Länderspielen, von denen er erneut kein einziges gewinnen konnte. Ihn gelangen nur 3 Unentschieden gegen die Auswahlen von Schottland (1:1), Lettland (0:0) und Albanien (2:2).

### Erfolge
Verein
- Andorranischer Meister: 2005/06, 2006/07
- Andorranischer Supercup: 2006
- Tercera División: 1993/94 (Baskenland)